# Coyolles
Coyolles ist eine französische Gemeinde mit 366 Einwohnern (Stand: 1. Januar 2022) im Département Aisne in der Region Hauts-de-France (frühere Region: Picardie). Sie gehört zum Arrondissement Soissons, zum Kanton Villers-Cotterêts und zum Gemeindeverband Communauté de communes Retz en Valois.

## Geographie
Die Gemeinde Coyolles liegt im Valois am Flüsschen Automne, das in die Oise mündet. Sie umfasst Teile des Domänenforsts Forêt de Retz. Sie liegt an der Départementsstraße D 831 an der Grenze zum Département Oise rund vier Kilometer westsüdwestlich von Villers-Cotterêts und 30 Kilometer südöstlich von Compiègne. Sie wird von der Bahnstrecke La Plaine–Hirson durchzogen. Das Gemeindegebiet ist ungewöhnlich geformt und erstreckt sich mit weiten Ausläufern in das Gebiet der Nachbargemeinden. Im Gemeindegebiet liegen zwei Enklaven der Gemeinde Vauciennes, deren Enklave Chavres bewohnt ist, und die zum Département Oise gehören; eine weitere Enklave der Gemeinde Ivors wird durch das Gebiet von Coyolles von Ivors getrennt, aber nicht von Coyolles umschlossen. Nachbargemeinden von Coyolles sind Largny-sur-Automne im Norden, Villers-Cotterêts im Osten, Boursonne, vors, Autheuil-en-Valois, Thury-en-Valois, Cuvergnon und Bargny im Süden sowie Ormoy-le-Davien, Gondreville, Russy-Bémont, Vaumoise und Vauciennes im Westen.

## Bevölkerungsentwicklung
| Jahr                       | 1962 | 1968 | 1975 | 1982 | 1990 | 1999 | 2010 | 2021 |
| Einwohner                  | 228  | 212  | 212  | 323  | 370  | 359  | 388  | 365  |
| Quellen: Cassini und INSEE |      |      |      |      |      |      |      |      |

## Sehenswürdigkeiten
- Kirche Mariä Geburt (Église de la Nativité-de-la-Sainte-Vierge)
- Schloss Coyolles
- Herrenhaus (Manoir) von Coyolles aus dem 16. Jahrhundert, 2007 als Monument historique eingetragen[1]

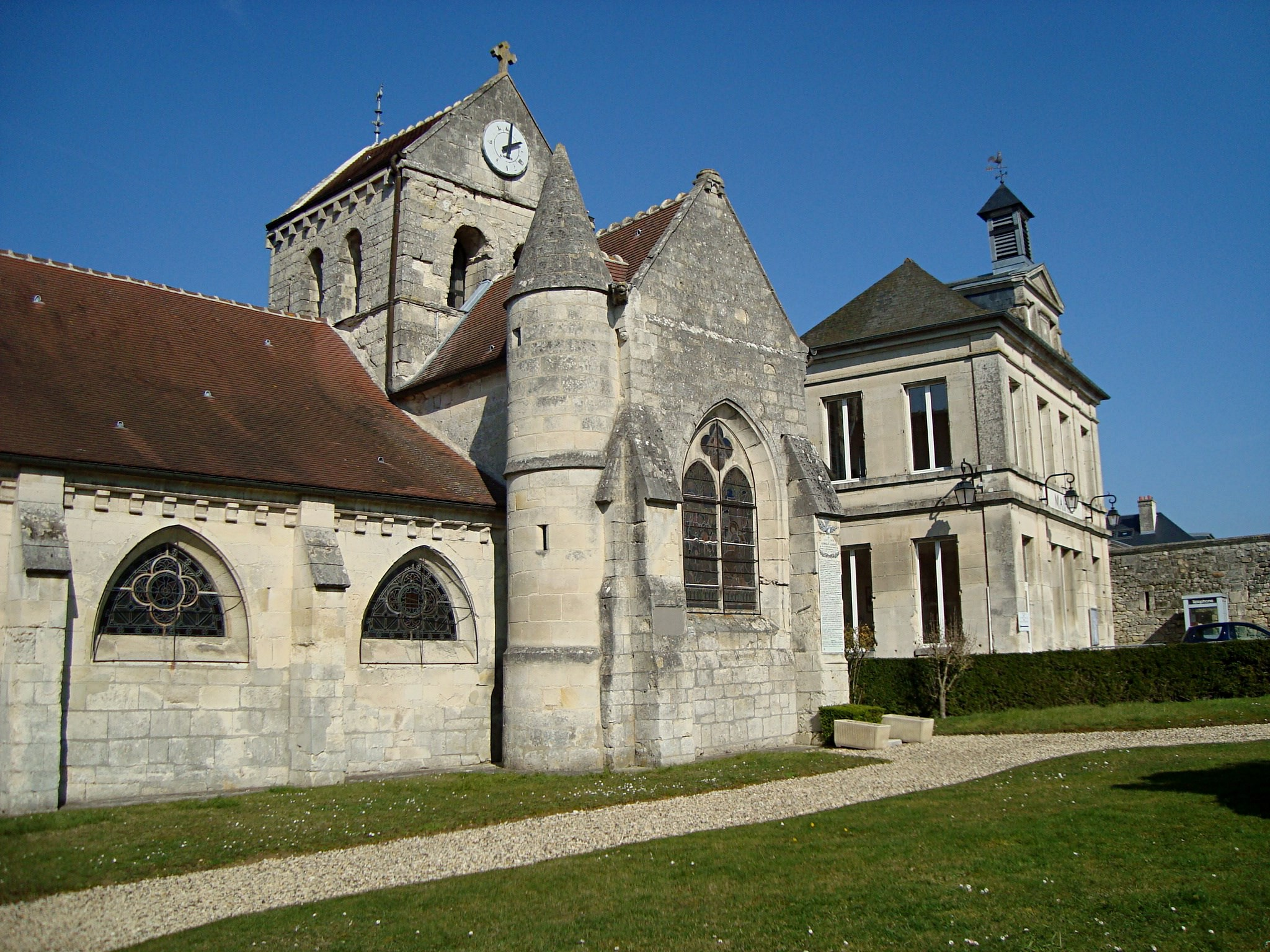
Kirche und Rathaus
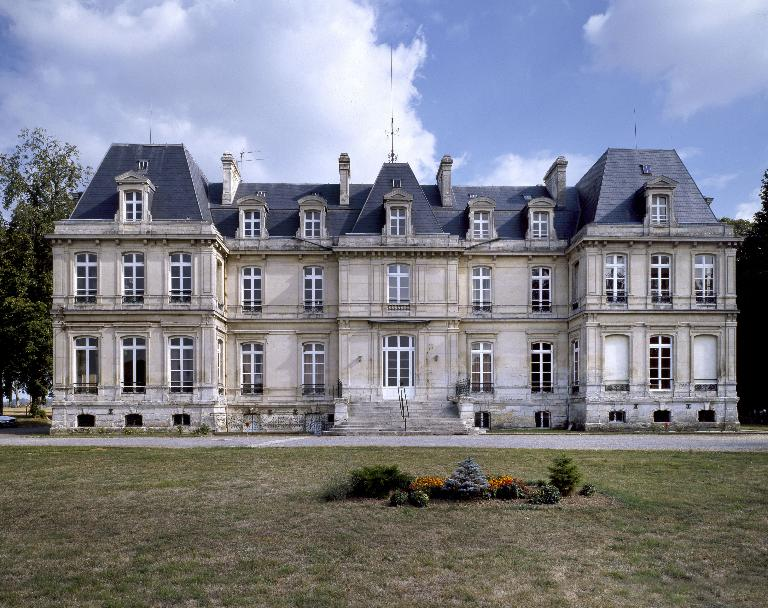
Schloss
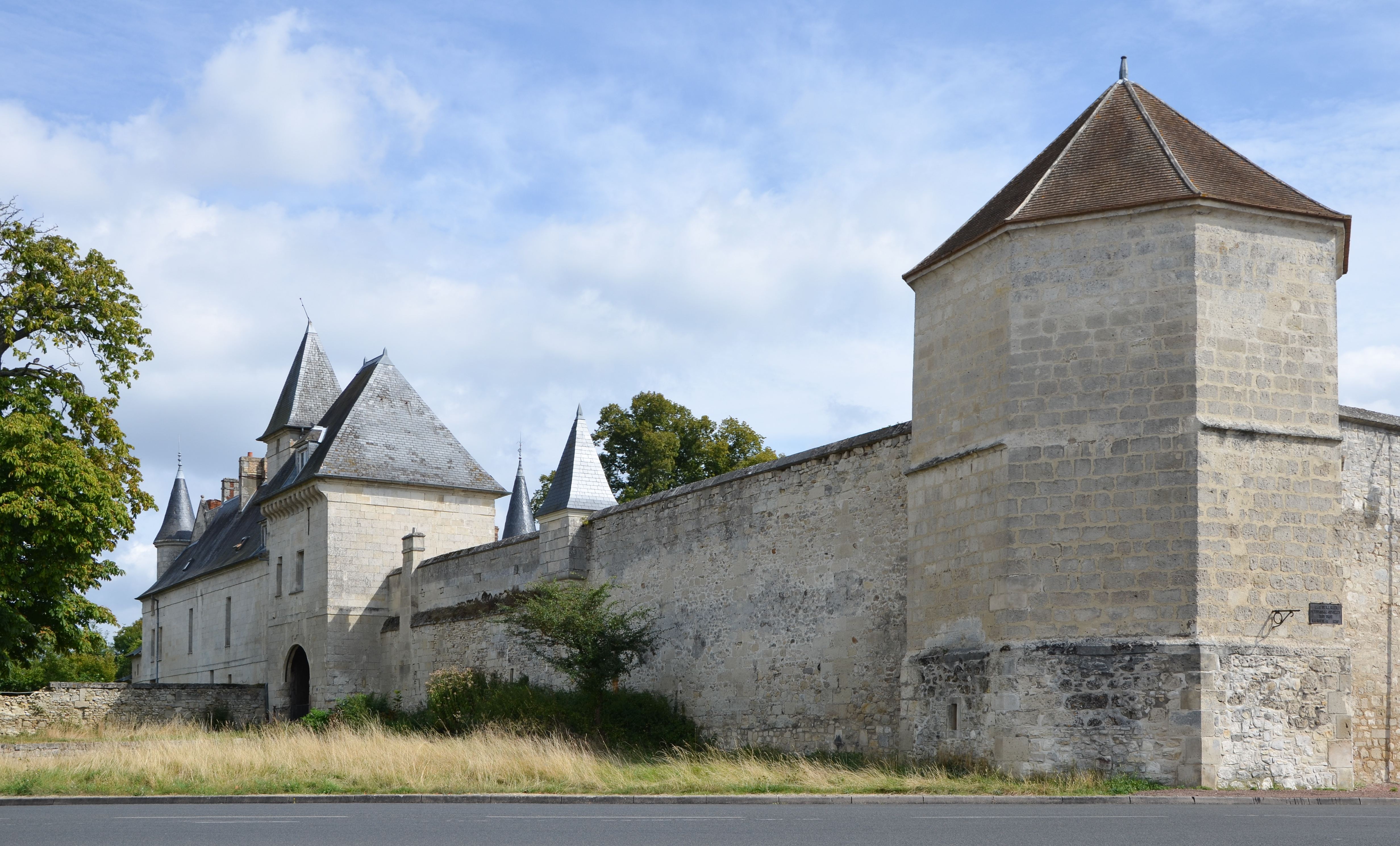
Herrenhaus